# Бекоев, Ахсар Иранович
Ахсар Иранович (Антонович) Бекоев (род. 18 августа 1969) — советский и российский футболист, выступавший на позиции нападающего и полузащитника. Сыграл 7 матчей в высшей лиге России.

## Биография
Начинал заниматься в Цхинвали. В составе местной команды неоднократно выигрывал чемпионаты Грузии среди юношеских команд. В 1983 был приглашён в команду сборной Грузинской ССР (1968 года рождения), с которой выиграл «Кубок Юности», где получил приз самого техничного игрока. В 1984 году вновь выиграл «Кубок Юности», был капитаном команды, получил приз лучшему нападающему. В том же году вместе с командой «Динамо» Тбилиси (1968 года рождения) победил на Всесоюзных соревнованиях специализированных школ. В 1985 году в составе сборной Грузинской ССР обладатель «Кубка надежд» (среди игроков 1968 года рождения), где получил приз лучшему полузащитнику. В том же году с командой «Динамо» (1969 года рождения) победил на Всесоюзных соревнованиях специализированных школ, получил приз лучшему нападающему.
Армейскую службу проходил в ЦСКА-2 (1987—1988) и СКА (Ростов-на-Дону) (1990).
В составе «Асмарала» победитель второй низшей лиги (1990), второй лиги (1991). Играл за команду до 1996 года, когда клуб обанкротился, а Бекоев закончил карьеру.
В 1998 году возглавил комитет по делам молодежи, физической культуры и спорта постоянного представительства Республики Южная Осетия в Республике Северная Осетия — Алания.
В 2005 году окончил Футбольную школу тренеров, пройдя стажировку в команде «Спарта» (Прага). В 2006 году в роли играющего тренера привёл сборную команду ветеранов Осетии к бронзовым медалям на «Кубке наций», после чего начал работать индивидуальным тренером.
В 2014 году — главный тренер сборной Южной Осетии, с которой на чемпионате мира CONIFA занял 4 место.